# Geneviève Béjart
Geneviève Béjart, även känd under sina artistnamn Mademoiselle Hervé, Mademoiselle Villaubrun och Mademoiselle Aubry, född 1624, död 1675, var en fransk skådespelare.
Hon var en av grundarmedlemmarna av Illustre Théâtre 1643, och var sedan engagerad vid Hotel de Bourgogne, Troupe de Molière och Théâtre de Guénégaud.